# Idalus pichesensis
Idalus pichesensis là một loài bướm đêm thuộc phân họ Arctiinae, họ Erebidae.